# Якшич, Эмилия
Эмилия Якшич-Никезич (сербохорв. Емилија Јакшић-Никезић  / Emilija Jakšić-Nikezić; 29 апреля 1924 — 29 ноября 1949) — югославская женщина-политик, партизанка Народно-освободительной войны Югославии, общественно-политический деятель Народной Республики Сербия.

## Биография
Родилась 29 апреля 1924 года в Белграде. Будучи ученицей гимназии, вступила в революционное движение. В 1940 году стала членом Союза коммунистической молодёжи Югославии, с августа 1941 года в партизанском движении, член школьного руководства СКМЮ.
Как руководитель молодёжного движения, Эмилия участвовала в организации партизанских акций, диверсий и саботажей. Зимой 1941 года была арестована, однако сбежала из-под стражи, несмотря на то, что была закована в наручники. Член Коммунистической партии Югославии с января 1942 года. Белградским городским комитетом СКМЮ отправлена в Земун, трижды арестовывалась оккупационными властями и все три раза освобождалась благодаря стараниям соратников. Секретарь Земунского районного комитета СКМЮ, член Земунского районного комитета КПЮ с ноября 1942 года.
С октября 1943 года работала в Шумадии инструктором краевого комитета СКМЮ по заданию Сербского краевого комитета КПЮ. С 1944 года член Сербского краевого комитета СКМЮ. После освобождения Югославии работала на разных должностях в Союзу коммунистической молодёжи Югославии и Коммунистической партии Югославии. Была замужем за будущим председателем Президиума ЦК Союза коммунистов Сербии Марко Никезичем.
Погибла в автокатастрофе 29 ноября 1949 года под Обреновацем. Награждена рядом югославских наград, в том числе Партизанским памятным знаком 1941 года. Ныне её имя носит улица в земунском районе Нова-Галеника.